# Robert Z'Dar
Robert Z'Dar, nascido Robert J. Zdarsky (3 de junho de 1950 em Chicago, Illinois - 30 de março de 2015) foi um ator e produtor de cinema  americano, muito conhecido pela sua estrutura facial única, com rosto enorme e mandíbula gigantesca (Querubismo).

## Carreira
Z'Dar é descendente de lituanos. Ele começou a atuar em Proviso West High School, em Hillside, Illinois. Após o colegial, Z'Dar foi para Arizona State University, onde recebeu um BFA. Após a formatura, retornou a Chicago, por um tempo, onde trabalhou como um policial.
Começou a atuar profissionalmente em 1984, mas seus maiores sucessos viriam quatro anos mais tarde na consagrada trilogia de terror policial Maniac Cop - O Exterminador, onde interpreta o vilão psicopata Matt Cordell, e nas duas sequências atuando ao lado de atores como Tom Atkins, Bruce Campbell e Robert Davi.
Devido à sua performance em Maniac Cop - O Exterminador foi convidado a fazer um dos vilões no filme Tango e Cash estrelados por Sylvester Stallone e Kurt Russell. A maioria dos seus filmes são do gênero ação e policial, mas devido a um acidente que sofreu em 2002, onde feriu suas costas, se afastou um pouco dos papéis de ação, fazendo papéis mais tranquilos.

## Falecimento
Na semana que antecedeu sua morte, Z'Dar sentiu forte dores no peito sendo hospitalizado, ele teve uma parada cardíaca na segunda-feira, 30 de março de 2015 no período da noite, Z'Dar morreu logo em seguida.[carece de fontes?]

## Filmografia parcial

### 1998
- Carga Perigosa (Dangerous Cargo)

### 1995
- Caçada Assassina (Fatal Pursuit)
- Destino: Vegas (Destination Vegas)
- Dupla De Aço (Equal Impact)
- O Grande Dragão Do Futuro (Future War)
- Noites De Tempestade (Stormy Nights)
- Pelotão De Aloprados (Marching Out Of Time)

### 1994
- American Chinatown - A Gang Do Bairro Chinês (American Chinatown)
- A Ilha Da Sedução (Queen Of The Lost Island / The Devil's Pet)
- Impacto Fatal (Triple Dragon)
- Paixões Perigosas (Professional Affair)
- Ringue De Sangue (Enter The Blood Ring)
- Tigre Solitário (Lone Tiger)

### 1993
- Explosão Em Dose Tripla (Double Blast)
- Projeto Mosaico (The Mosaic Project)

### 1992
- O Lobo Da Montanha (The Legend Of Wolf Mountain)
- Maniac Cop 3 - O Distintivo Do Silêncio (Maniac Cop 3: Badge of Silence)
- A Sombra Do Dragão (Shadow Of The Dragon)
- A Vingança Dos Sapos Assassinos (Frogtown (2))

### 1991
- Linha De Fogo (Quiet Fire)
- O Portal Do Tempo (Beastmaster (2) - Through The Portal Of Time)
- Samurai Cop
- O Vingador Mortal (The Deadly Avenger)
- Império do Crime(Mobsters)

### 1990
- A Batalha Final (The Final Sanction)
- Justiça Perigosa (Blood Money)
- Maniac Cop 2 - O Vingador (Maniac Cop 2)
- O Ladrão de Almas (Soultaker)

### 1989
- Tango & Cash - Os Vingadores (Tango & Cash)

### 1988
- Escória Assassina (Dead End City)
- Grotesk (Grotesque)
- Maniac Cop 1 - O Exterminador (Maniac Cop)

### 1987
- Cherry 2000 (Cherry 2000)
- Altar Do Diabo (Evil Altar)
- The Night Stalker (The Night Stalker)